# Cybocephalus
Cybocephalus is een geslacht van kevers uit de familie Cybocephalidae. De wetenschappelijke naam van het geslacht werd in 1844 gepubliceerd door Wilhelm Ferdinand Erichson.
Cybocephalus is een kosmopolitisch geslacht en het grootste geslacht uit de familie Cybocephalidae. Er zijn meer dan 150 soorten beschreven.
Het zijn kleine (1 tot 2 mm), compacte kevers. De volwassen kevers hebben een uitgesproken bolle rug. De vrouwtjes zijn zo goed als volledig zwart, terwijl de mannetjes een min of meer gele kop hebben. De larven en adulten zijn carnivoor en leven voornamelijk van schildluizen, soms ook van witte vliegen. Sommige soorten zouden kunnen ingezet worden voor de biologische bestrijding van schadelijke schildluizen; Cybocephalus micans bijvoorbeeld is een predator van Aonidiella aurantii, die een plaag is in de citrusteelt.

## Soorten
- C. aciculatus Champion, 1913
- C. acutus Endrödy-Younga, 1962
- C. aeneidorsum Kirejtshuk, 1994
- C. afghanicus Endrödy-Younga, 1968
- C. akesuensis Tian, 2000
- C. albopilosus (Chobaut, 1896)
- C. aleyrodiphagus Kirejtshuk, James & Heffer, 1997
- C. algiricus Endrödy-Younga, 1968
- C. ampla (Sahlberg, 1907)
- C. antilleus Smith, 2007
- C. antonius Endrödy-Younga, 1962
- C. aphrodite Endrödy-Younga, 1969
- C. apicehirtus Endrödy-Younga, 1962
- C. apicelucens Endrödy-Younga, 1976
- C. ares Endrödy-Younga, 1969
- C. atomus Brisout de Barneville, 1866
- C. aurocupreus Reitter, 1900
- C. australiae (Lea, 1926)
- C. baloghi Endrödy-Younga, 1969
- C. beverlyae Smith, 2007
- C. bicinctus Kirejtshuk, 1988
- C. bicolor Endrödy-Younga, 1962
- C. binotatus Grouvelle, 1908
- C. bispinus Endrödy-Younga, 1962
- C. blandus Endrödy-Younga, 1964
- C. bourbonnensis Vinson, 1959
- C. brazzanus Endrödy-Younga, 1969
- C. brevis Grouvelle, 1913
- C. brincki Endrödy-Younga, 1962
- C. bulbophthalmus Endrödy-Younga, 1962
- C. caerulescens Endrödy-Younga, 1962
- C. caeruleus Endrödy-Younga, 1962
- C. californicus G. Horn, 1879
- C. canariensis Endrödy-Younga, 1968
- C. capensis Endrödy-Younga, 1962
- C. caribaeus Smith, 2007
- C. castoni Endrödy-Younga, 1962
- C. celsus Endrödy-Younga, 1962
- C. cirnensis Vinson, 1959
- C. coloratus Endrödy-Younga, 1962
- C. complexus Endrödy-Younga, 1962
- C. compressus Endrödy-Younga, 1964
- C. concavus Yu & Tain, 1995
- C. conduplicatus Tian, 2001
- C. confusus Endrödy-Younga, 1962
- C. coronarius Endrödy-Younga, 1962
- C. cupricollis Endrödy-Younga, 1962
- C. cyaneus Endrödy-Younga, 1962
- C. cyanicolor Endrödy-Younga, 1962
- C. cyanicollis Endrödy-Younga, 1962
- C. cyanidis Endrödy-Younga, 1962
- C. championi Smith, 2007
- C. chilensis Reitter, 1875
- C. chinensis Yu, 1995
- C. chlorocephalus Erichson in Germar, 1844
- C. decaeni Vinson, 1959
- C. decamerus Endrödy-Younga, 1968
- C. deyrollii Reitter, 1875
- C. diadematus Chevrolat, 1861
- C. dinghushanensis Tian, 1996
- C. dissectus Yu, 1994
- C. drusus Endrödy-Younga, 1962
- C. dudichi Endrödy-Younga, 1962
- C. dunhuangensis Tian, 2001
- C. elatus Endrödy-Younga, 1962
- C. elegantulus Endrödy-Younga, 1962
- C. endroudyi Tian, 1995
- C. etiennei Endrödy-Younga, 1982
- C. execatus Endrödy-Younga, 1962
- C. exiguus Erichson, 1844
- C. explansus Yu, 1994
- C. feminicolor Endrödy-Younga, 1962
- C. festivus Erichson, 1845
- C. flavicapitus Tian & Yu, 1994
- C. flavicornis Champion, 1913
- C. fodori Endrödy-Younga, 1965
- C. freyi Endrödy-Younga, 1968
- C. fulgens Endrödy-Younga, 1962
- C. fulgidifrons Kirejtshuk, 1994
- C. furcilla Endrödy-Younga, 1976
- C. garambensis Endrödy-Younga, 1962
- C. genitalia Smirnoff, 1954
- C. geoffreysmithi Smith, 2007
- C. gibbulus Erichson, 1844
- C. gigas Kirejtshuk, 1994
- C. gilviceps Endrödy-Younga, 1976
- C. gomyi Endrödy-Younga, 1982
- C. grouvellei Endrödy-Younga, 1964
- C. guilinensis Yu, 1995
- C. haileselassiei Endrödy-Younga, 1962
- C. heydeni Reitter, 1875
- C. huastecus Smith, 2007
- C. hughscotti Vinson, 1959
- C. indicus Tian & Ramani, 2003
- C. intermedius Yu, 1997
- C. israelicus Endrödy-Younga, 1984
- C. iviei Smith, 2007
- C. kathrynae Smith, 2006
- C. kittenbergeri Endrödy-Younga, 1962
- C. klapperichi Endrödy-Younga, 1968
- C. krimicus Endrödy-Younga, 1968
- C. kuangi Tian, 2000
- C. kusnetzovi Kirejtshuk, 1988
- C. leai Endrödy-Younga, 1974
- C. lepidus Endrödy-Younga, 1962

- C. liui Tian, 2006
- C. madegassus Endrödy-Younga, 1962
- C. mahensis Endrödy-Younga, 1964
- C. malyi Obenberger, 1917
- C. marginalis Endrödy-Younga, 1962
- C. mashanus Yu, 1994
- C. mauritiensis Vinson, 1959
- C. mediterraneus Endrödy-Younga, 1968
- C. membranaceus Reitter, 1874
- C. mesopotamicus Endrödy-Younga, 1968
- C. metallicus Baudi, 1870
- C. metallifer Endrödy-Younga, 1962
- C. micans Reitter, 1874
- C. miens Wollaston, 1867
- C. minutus Grouvelle, 1913
- C. mollis Endrödy-Younga, 1964
- C. morio Endrödy-Younga, 1968
- C. mus Endrödy-Younga, 1962
- C. musculus Endrödy-Younga, 1976
- C. myro Endrödy-Younga, 1962
- C. nanlingensis Tian & Yu, 1994
- C. nesogallicus Vinson, 1959
- C. nigriceps Sahlberg, 1908
- C. nigripes (Sahlberg, 1907)
- C. nigrithorax Endrödy-Younga, 1962
- C. nigritulus LeConte, 1863
- C. nigrofeminis Endrödy-Younga, 1962
- C. nipponicus Endrödy-Younga, 1971
- C. nitidissimus Reitter, 1874
- C. nubilus Endrödy-Younga, 1962
- C. octavianus Endrödy-Younga, 1962
- C. orientalis Endrödy-Younga, 1962
- C. palmarum Peyerimhoff, 1931
- C. pangi Yu & Tain, 1995
- C. pauliani Endrödy-Younga, 1962
- C. pharao Endrödy-Younga, 1968
- C. pilosellus Endrödy-Younga, 1968
- C. planiceps Endrödy-Younga, 1968
- C. politissimus Reitter, 1898
- C. politus Gyllenhaal, 1813
- C. proximus Endrödy-Younga, 1962
- C. pseudofulgens Endrödy-Younga, 1962
- C. pulchelloides Endrödy-Younga, 1962
- C. pulchellus Erichson, 1845
- C. puncticeps Grouvelle, 1908
- C. puttus Endrödy-Younga, 1968
- C. rabaticus Smirnoff, 1955
- C. randalli Smith, 2006
- C. regalis Endrödy-Younga, 1962
- C. reitteri Uhagon, 1876
- C. robertscotti Vinson, 1959
- C. rodriguezemis Vinson, 1959
- C. rudebecki Endrödy-Younga, 1967
- C. rufifrons Reitter, 1874
- C. rugatus Endrödy-Younga, 1964
- C. salsus Kirejtshuk, 1988
- C. saskai Endrödy-Younga, 1962
- C. schwarzi Champion, 1913
- C. semiflavus Champion, 1925
- C. seminulum Baudi, 1870
- C. serrativentris Waterhouse, 1925
- C. seychellensis Endrödy-Younga, 1964
- C. sibitiensis Endrödy-Younga, 1969
- C. similiceps Jacquelin du Val, 1858
- C. smaragdicollis Motschulsky, 1866
- C. sphaerula (Wollaston, 1854)
- C. splendens Grouvelle, 1908
- C. status Kirejtshuk, 1994
- C. subcaeneus Reitter, 1875
- C. subcaeruleus Endrödy-Younga, 1962
- C. sublucidus (Plavilshtshikov, 1935)
- C. subpallipes Grouvelle, 1913
- C. syriacus Reitter, 1878
- C. szekessyi Endrödy-Younga, 1962
- C. szunyoghyi Endrödy-Younga, 1962
- C. taiwanensis Tian & Pang, 1994
- C. tantillus Grouvelle, 1913
- C. tegmenalis Kirejtshuk, 1994
- C. tenebricosus Endrödy-Younga, 1962
- C. tetragonius Yu, 1995
- C. thomasi Endrödy-Younga, 1962
- C. tibialis Endrödy-Younga, 1968
- C. torvus Endrödy-Younga, 1968
- C. tricarinatus Yu, 1995
- C. tricaudatus Reitter, 1875
- C. tryapitzini Kireitshuk, 1984
- C. turanicus Endrödy-Younga, 1968
- C. undatus Tian & Yu, 1994
- C. vanstraeleni Endrödy-Younga, 1962
- C. vinsoni Endrödy-Younga, 1964
- C. wollastoni Lindberg, 1950
- C. zakotus Smith in Smith & Cave, 2007
- C. zicsii Endrödy-Younga, 1969